# 涅槃周刊
《涅槃周刊》（英語：Nirvana Weekly）是广东省深圳市深圳中学的一本校内刊物，由学生主办，在深圳市的中学内非常出名，甚至在北京都有名声。由于《涅槃周刊》在资金上完全独立，自己负责采编与发行，内容比较开放，中国新闻周刊甚至称其为“可能是任何一份中国主流媒体都不能企及的杂志”。但是近段时间《涅槃周刊》因为话题偏离校园和言语偏颇而受到非议，亦有编辑认为其“已经悄悄度过了自己的黄金时代”。主创人员也认为他们自己陷入了迷茫和疑惑。

## 历史
《涅槃周刊》编辑部创立于2009年11月23日，创刊号在校方不知情的情况下，于同年12月9日首发。创刊号仅有三张报纸的内容，免费发放，刊载了《华尔街日报》驻华记者张彦（Ian Johnson）和时任深圳中学校长王铮的专访。经过两个星期的读者调查之后，从第六期开始《涅槃周刊》转为收费杂志。
2010年初深圳中学的校长发生改变，王铮离任并由王占宝接任。《涅槃周刊》出版了一期超过90页的特刊介入了关于新校长的争论，使得杂志人气上升。这段时间被称为《涅槃周刊》发展的黄金时期。2011年杂志的发行量达到了500份。
2012年杂志的发行量上升到1200份，但是开始因为脱离学生而受到非议。在2013年主创人员接受采访时也表示，杂志的发展和好评使得他们产生唯我独尊的感觉，但称他们会脚踏实地继续前进。